# Matenadaran

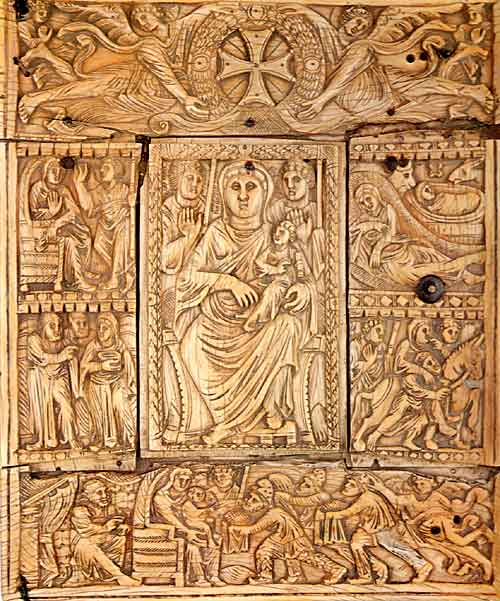
Okładka Ewangeliarza Eczmiadzyńskiego

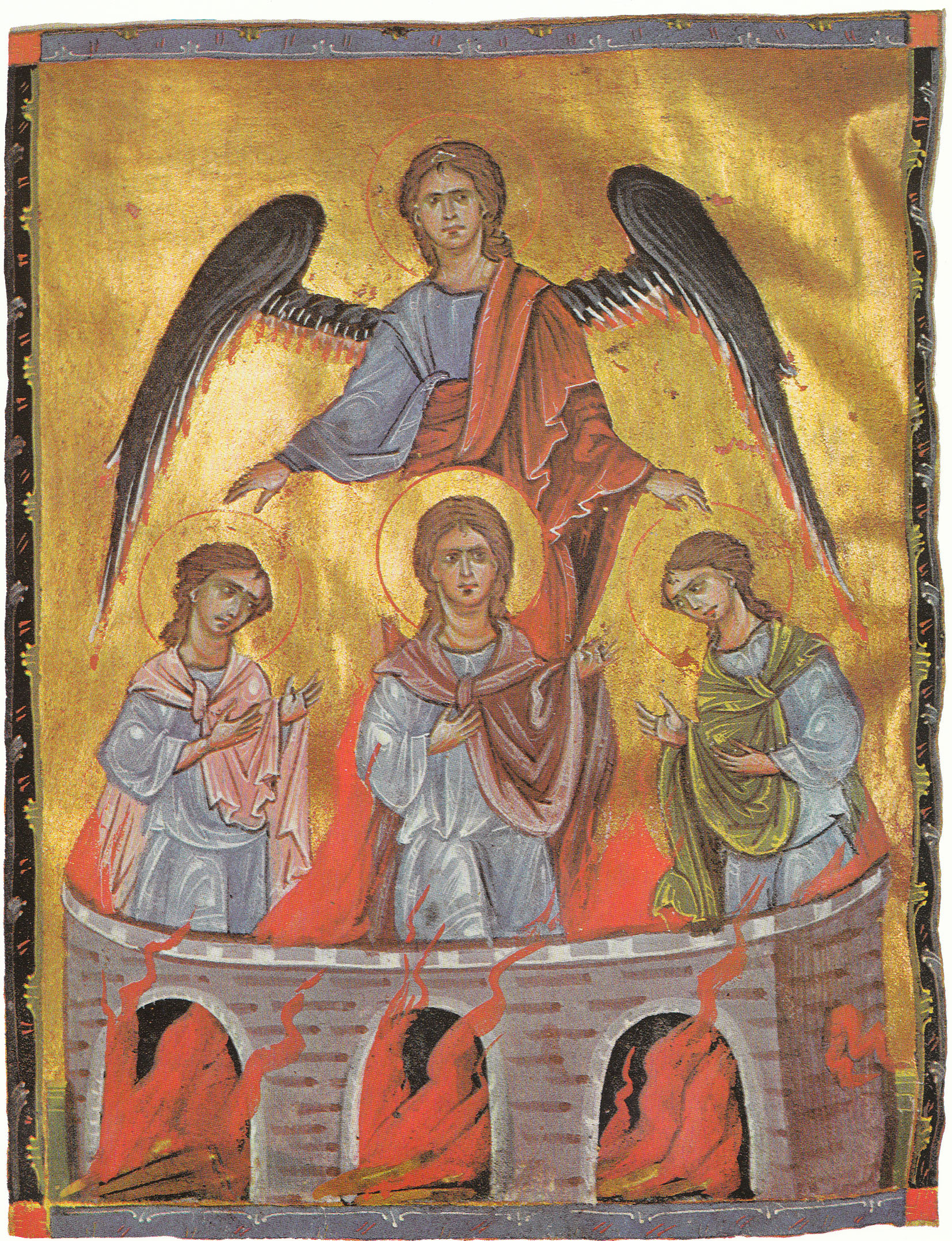
Młodziankowie w piecu ognistym - miniatura Torosa Roslina 1266

Instytut Matenadaran im. św. Mesropa Masztoca, potocznie zwany Matenadaran (orm. Մատենադարան) – repozytorium dawnych rękopisów ormiańskich z siedzibą w  Erywaniu. Od 1962 patronem Instytutu jest Mesrop Masztoc (361–440) – twórca alfabetu ormiańskiego i święty Kościoła Ormiańskiego.
Podstawą kolekcji był gromadzony przez wiele stuleci księgozbiór Katolikosatu Autokefalicznego Ormiańskiego Kościoła Apostolskiego w Eczmiadzynie. W 1920 księgozbiór został skonfiskowany i upaństwowiony. W 1939 został przekazany władzom radzieckiej Armenii i przeniesiony do Erywania. W latach 1945–1957 wzniesiono tam według projektu architekta Marka Grigoriana monumentalny budynek nawiązujący stylistycznie do zabytków architektury Armenii. Magazyny książek zostały wykute w skale, co miało chronić kolekcję na wypadek wojny jądrowej. Przed wejściem do budynku ustawiono pomnik Mesropa Masztoca.
Matenadaran stanowi przedmiot dumy Ormian jako skarbnica tradycji narodowej. Przechowywane tam rękopisy były wielokrotnie ratowane przed zniszczeniem przez arabskich i tureckich najeźdźców. Kultura ormiańska od szesnastu stuleci związana jest z alfabetem ormiańskim. Ten związek przetrwał okres władzy radzieckiej – w Armenii nie wprowadzono cyrylicy.
Księgozbiór Matenadaranu liczył w 1892 r. 3158 manuskryptów, w 1913 r. już 4060. Zbiory rosną nieprzerwanie, także dzięki darom diaspory ormiańskiej. Oprócz 13 tysięcy rękopisów w języku ormiańskim Matenadaran posiada rękopisy łacińskie, arabskie, hebrajskie, greckie, perskie i in. Najstarsze rękopisy pochodzą z V w. Obok rękopisów gromadzone są też inkunabuły ormiańskie. Wiele rękopisów zdobionych jest iluminacjami. Do najcenniejszych zalicza się Kodeks Eczmiadzyński z VI–VII w., uważany za świętość narodową.

## Literatura
- David Marshall Lang: Armenia kolebka cywilizacji, Państwowy Instytut Wydawniczy, Warszawa 1975
- М. С. Терзян, М. Э. Кузанян, Э.Е. Царукян Армянская миниатюра, Айастан, Ереван 1967